# Karklö naturreservat
Karklö naturreservat ligger norr om Gällnö i norra Värmdö kommun i Uppland (Stockholms län). Det har en areal av 122 hektar och består till stor del av mark på ön Karklö. Reservatet bildades 2017.